# 聖朱利安斯
聖朱利安斯是马耳他的市镇，位于馬耳他島东北岸，首都瓦莱塔北边。市镇面积为1.6平方公里，2019年人口数量为13,792人。该地以旅游业而著称，有众多的旅店、餐馆和夜总会。

## 外部連結
- 官方网站  （马耳他文） （英文）
- San Giljan Waterpolo Club （页面存档备份，存于） （英文）